# Almacenamiento geológico profundo
Un Almacenamiento Geológico Profundo (AGP) es el lugar donde deben almacenarse durante un periodo de miles de años los residuos nucleares de alta actividad o de semiperiodo largo. No se puede comparar con los almacenes temporales (ATC), porque estos últimos representan una solución temporal, con una vida media de sólo unos 50 años, y suelen ser construidos a la espera de un proyecto definitivo como es un Almacenamiento Geológico Profundo (AGP).

## Objetivos
Esta forma de tratar estos residuos está justificada por motivos tecnológicos, ambientales y de seguridad, éticos y de buena práctica internacional. Los objetivos básicos de un AGP son:
- Asegurar la protección a largo plazo de las personas y del medio ambiente contra las radiaciones ionizantes producidas por los residuos radiactivos, de acuerdo con los principios de protección radiológica aceptados en la actualidad.

- Asegurar el aislamiento duradero de los residuos de alta actividad del ser humano y del medio ambiente, así como la no necesidad de realizar ningún tipo de acción preventiva o correctiva en el futuro para mantener la capacidad de confinamiento del repositorio, sin imponer restricciones significativas a las generaciones futuras por la existencia del mismo.

- Un AGP además debe cumplir la función de resistir el calor residual que emite el combustible gastado, que es importante durante un periodo prolongado de tiempo, disiparlo adecuadamente y ser estable a los cambios térmicos que conlleva su almacenamiento durante varios miles de años.

## Aislamiento de los residuos
En un AGP el aislamiento de los residuos de la biosfera se consigue mediante la interposición de un sistema de barreras múltiples, tanto naturales como artificiales y su seguridad a largo plazo se consigue aplicando tres principios básicos:
- Contención y aislamiento: permite que los radionucleidos se desintegren antes de entrar en contacto con  personas o el medio ambiente.

- Retención y retardo: permite que si se perdiera el confinamiento se limiten las tasas de emisión de radionucleidos mediante una muy baja disolución del combustible gastado, un transporte muy lento y una alta porción en el sistema de barreras.

- Condiciones favorables del receptor: permite limitar las dosis a las personas y al medio ambiente.

## Proyectos puestos en marcha
Por su importancia cabe mencionar los siguientes proyectos puestos en marcha:
Yucca Mountain fue el proyecto más prometedor en el tema. Pero fue desestimado en marzo de 2010. 
El depósito de combustible nuclear gastado de Onkalo, en Finlandia, está en fase de licenciamiento (a fecha de enero de 2022) tras haberse terminado su construcción a finales de 2021 y desarrollo y es el AGP para residuos nucleares de origen civil más avanzado que existe.

## Situación actual
En la actualidad solo existe un AGP en el mundo, en Nuevo México (WIPP), pero solo se utiliza para almacenar los residuos militares de los Estados Unidos. Para residuos civiles se está trabajando en varios proyectos, aunque ninguno está en marcha.
Para la elección de un AGP se están estudiando varios entornos geológicos, si bien los que se consideran más favorables son los terrenos evaporíticos, los arcillosos y los graníticos. En la década de 1980 la Comunidad Económica Europea aprobó un proyecto para estudiar a fondo estos tipos de terrenos con el fin de determinar si efectivamente eran los más adecuados. Para ello se proyectaron tres laboratorios diferentes en distintos países. En Bélgica se puso en marcha el Hades Underground Laboratory, con el que se pretendía estudiar unas arcillas con características muy prometedoras y que ha dado resultados de gran valor. En Alemania se aprovechó la vieja mina de sal de Asse, en el estado de Baja Sajonia, para estudiar las evaporitas en las que ya se habían acumulado residuos de baja y media actividad. En 2013 el parlamento alemán aprobó el cierre definitivo del almacén por riesgo de fugas radiactivas debido a la presencia de numerosas filtraciones de agua. En España el Proyecto IPES pretendía utilizar las galerías subterráneas de la presa de Aldeadávila para estudiar la respuesta de los granitos, pero la fuerte oposición social llevó a que fuera cancelado antes de que se hubiera iniciado su construcción.